# Tommy Salo
Thomas "Tommy" Mikael Salo (* 1. února 1971, Surahammar, Švédsko) je bývalý profesionální hokejový brankář. Nejlepší roky své kariéry strávil v NHL v dresu Edmonton Oilers. Několik let také působil jako brankářská jednička ve švédské reprezentaci.

## Kariéra
Svou profesionální kariéru zahájil ve švédském týmu Västerås IK. Za svého působení v tomto týmu si mimo jiné zachytal i na MSJ 1991. Po pár letech strávených v SEL si ho jako číslo 118 vybral v draftu NHL 1993 tým New York Islanders. Představitele klubu zaujal svojí vytrvalostí, vynikajícími instinkty a v neposlední řadě také svým úspěchem na ZOH 1994, kde Švédsko vybojovalo ve finále proti Kanadě zlaté medaile. Strhující podívaná, vrcholící až na nájezdy, vstoupila do historie, stejně jako Salův rozhodující zákrok proti Paulu Kariyovi. V tom samém roce si Salo navíc zachytal i na MS 1994, kde získal se svými spoluhráči bronz.
I přes tyto mezinárodní úspěchy byl v Islanders až na místě třetího brankáře za Ericem Fichaudem a Tommym Soderströmem a proto ve své první sezoně v nejznámější lize světa nastoupil jen k šesti zápasům. Svůj debut si odbyl v zápase proti Tampa Bay Lightning, kterým Islanders podlehli 2:5. Většinu sezony tak strávil na farmě, v týmu Denver Grizzlies, působícím v IHL. Zde se mu velmi dařilo a hned ve své první sezoně v této soutěži získal James Gatschene Memorial Trophy pro nejužitečnějšího hráče. Zároveň byl vybrán do prvního All-Star Teamu a obdržel James Norris Memorial Trophy pro brankáře s nejnižším průměrem obdržených branek na zápas, a Gary F. Longman Memorial Trophy pro nejlepšího nováčka. Kontroverzního trenéra Islanders Mikea Milburyho však jeho úspěchy příliš nezaujaly a tak i další sezonu strávil z velké části na farmě. Jedinou změnou pro něj bylo to, že se farmářský klub přesunul z Denveru do státu Utah. V tomto roce Salo obhájil James Norris Memorial Trophy a navíc byl vyhlášen nejužitečnějším hráčem playoff. V tu chvíli už bylo jasné, že Salo nebude moci být nadále opomíjen.
V sezoně 1996–97 si nejprve zachytal na Světovém poháru a poté si v předsezonním kempu NHL vybojoval post jedničky. Za svého působení coby jedničky Islanders získal mnoho úspěchů na mezinárodní scéně. Nejprve získal s reprezentací stříbrné medaile na MS 1997 v Helsinkách, kde byl jmenován do All-Star Teamu a navíc byl i vyhlášen nejlepším brankářem. V dalším roce si zachytal i na ZOH 1998 v Naganu, kde bylo Švédsko vyřazeno překvapivě už ve čtvrtfinále, když podlehlo Finsku 1:2. Salo si však spravil chuť titulem mistra světa a obhajobou své pozice v All-Star Teamu. Ve finále se Švédsku podařilo udolat Finsko 1:0, a tak si z Curychu odvezli zlaté medaile.
Sezonu 1998–99 začal v Islanders znovu jako jednička, ale v květnu 1999 byl vyměněn do kanadského klubu Edmonton Oilers za Matse Lindgrena a volbu v osmém kole v draftu, kterou Islanders později uplatnili na českého beka Radka Martínka. V dresu Oilers se zařadil mezi brankářskou elitu NHL. Poprvé si také zachytal v playoff, kde však byli Oilers vyřazeni už v osmifinále, když podlehli Dallasu. Salo se tak podíval na MS 1999, kde Švédsko získalo bronzové medaile. Salo byl vyhlášen nejlepším brankářem turnaje a znovu jmenován do All-Star Teamu. V další sezoně si poprvé ve své kariéře zachytal na NHL All-Star Game. Jinak se však situace navlas opakovala. Oilers znovu vypadli v osmifinále s Dallasem a tak znovu putoval na Mistrovství světa. Dallas se postupem času stával velkým rivalem Edmontonu. V sezonách 2000–01 i 2002–03 se mu totiž znovu podařilo Oilers vyřadit už v osmifinále. Díky tomu se však Salo mohl zúčastnit dalšího Mistrovství světa. Z Německa si odvezl bronzové medaile.
Další rok byl pro něj přelomovým. Konaly se ZOH 2002 v Salt Lake City a Švédsko bylo jedním z favoritů hokejového turnaje. V základní skupině rozneslo Kanadu 5:2 a Německo 7:1. Českou republiku pak udolali 2:1. Ukazoval se ve skvělé formě. Ve čtvrtfinále se Švédsko dle křížového pravidla utkalo s nejslabším celkem druhé skupiny – Běloruskem. S postupem hráči neměli mít nejmenší problém, ale tým byl jako vyměněný. Bělorusové je jasně přehrávali a Švédsko muselo pořád dotahovat. Vrchol toho všeho přišel ve třetí třetině za stavu 3:3, když jej překvapil střelou od červené čáry běloruský hráč Vladimír Kopat. Švédsko už vyrovnat nedokázalo a překvapení bylo na světě. Salo se ocitl psychicky na dně. Přestože kapitán Mats Sundin prohlásil, že za vyřazení může celý tým, Salo byl v rodné zemi prohlašován za národního zločince.
Jeho kariéra nabrala strmý spád a od té doby už nikdy neměl jisté místo jedničky a to jak v Edmontonu, tak ve švédské reprezentaci. Vše vyvrcholilo v roce 2004, kdy byl vyměněn do Colorada, kde působil už jako jasná dvojka za Davidem Aebischerem. V reprezentaci už to také nebývalo jako dřív. Na MS 2003 sice získal stříbro, ale jako náhradník Mikaela Tellqvista. Zúčastnil se i Světový pohár 2004, ale tam Švédsko vypadlo už ve čtvrtfinále.
To byla jeho poslední reprezentační štace a po sezoně se vrátil domů do SEL. V sezoně 2005–06 se mu s týmem Frölunda HC podařilo dostat do finále. Ve Švédsku odehrál ještě jednu sezonu, než svoji kariéru definitivně uzavřel.

## Ocenění a úspěchy
- 1993 SEL - Nejnižší průměr inkasovaných branek
- 1994 OH - All-Star Tým
- 1995 IHL - První All-Star Tým
- 1995 IHL - James Norris Memorial Trophy
- 1995 IHL - James Gatschene Memorial Trophy
- 1995 IHL - Gary F. Longman Memorial Trophy
- 1996 IHL - James Norris Memorial Trophy
- 1996 IHL - První All-Star Tým
- 1996 IHL - Norman R. "Bud" Poile Trophy
- 1997 MS - All-Star Tým
- 1997 MS - Nejlepší brankář
- 1997 MS - All-Star Tým
- 1998 MS - All-Star Tým
- 1998 MS - Nejnižší průměr inkasovaných branek
- 1999 MS - Nejlepší brankář
- 1999 MS - All-Star Tým
- 2000 NHL - All-Star Game

## Prvenství
- Debut v NHL - 11. dubna 1995 (Tampa Bay Lightning proti New York Islanders)
- První inkasovaný gól v NHL - 11. dubna 1995 (Tampa Bay Lightning proti New York Islanders, kanadským útočníkem Rob Zamuner)
- První vychytaná nula v NHL - 29. listopadu 1996 (Washington Capitals proti New York Islanders)

## Statistiky

### Základní části
| Sezona       | Tým                  | Liga         | Z   | V   | P   | R  | MIN    | OG   | ČK | POG  | %ChS |
| ------------ | -------------------- | ------------ | --- | --- | --- | -- | ------ | ---- | -- | ---- | ---- |
| 1988–89      | Surahammars IF       | 2.SEL-20     | 18  | —   | —   | —  | —      | —    | —  | 3.67 | —    |
| 1988–89      | Surahammars IF       | Div. I       | 1   | —   | —   | —  | 60     | 5    | 0  | 5.00 | .872 |
| 1989–90      | Västerås IK          | SEL-20       | —   | —   | —   | —  | —      | —    | —  | —    | —    |
| 1990–91      | Västerås IK          | SEL          | 2   | —   | —   | —  | 100    | 11   | 0  | 6.60 | .851 |
| 1990–91      | IK Westmannia-Köping | Div. I       | 24  | —   | —   | —  | —      | —    | —  | 3.37 | .879 |
| 1991–92      | IK Westmannia-Köping | Div. I       | 29  | —   | —   | —  | —      | —    | —  | 3.23 | .882 |
| 1992–93      | Västerås IK          | SEL          | 24  | —   | —   | —  | 1431   | 59   | 2  | 2.46 | .918 |
| 1993–94      | Västerås IK          | SEL          | 32  | —   | —   | —  | 1896   | 106  | 0  | 3.35 | .885 |
| 1994–95      | Denver Grizzlies     | IHL          | 65  | 45  | 14  | 4  | 3810   | 165  | 3  | 2.60 | .910 |
| 1994–95      | New York Islanders   | NHL          | 6   | 1   | 5   | 0  | 358    | 18   | 0  | 3.02 | .905 |
| 1995–96      | Utah Grizzlies       | IHL          | 45  | 28  | 15  | 2  | 2695   | 119  | 4  | 2.65 | .902 |
| 1995–96      | New York Islanders   | NHL          | 10  | 1   | 7   | 1  | 523    | 35   | 0  | 4.02 | .860 |
| 1996–97      | New York Islanders   | NHL          | 58  | 20  | 27  | 8  | 3208   | 151  | 5  | 2.82 | .904 |
| 1997–98      | New York Islanders   | NHL          | 62  | 23  | 29  | 5  | 3461   | 152  | 4  | 2.64 | .906 |
| 1998–99      | New York Islanders   | NHL          | 51  | 17  | 26  | 7  | 3018   | 132  | 5  | 2.62 | .904 |
| 1998–99      | Edmonton Oilers      | NHL          | 13  | 8   | 2   | 2  | 700    | 27   | 0  | 2.31 | .903 |
| 1999–00      | Edmonton Oilers      | NHL          | 70  | 27  | 28  | 13 | 4164   | 162  | 2  | 2.33 | .914 |
| 2000–01      | Edmonton Oilers      | NHL          | 73  | 36  | 25  | 12 | 4364   | 179  | 8  | 2.46 | .904 |
| 2001–02      | Edmonton Oilers      | NHL          | 69  | 30  | 28  | 10 | 4035   | 149  | 6  | 2.22 | .913 |
| 2002–03      | Edmonton Oilers      | NHL          | 65  | 29  | 27  | 8  | 3814   | 172  | 4  | 2.71 | .899 |
| 2003–04      | Edmonton Oilers      | NHL          | 44  | 17  | 18  | 6  | 2487   | 107  | 3  | 2.58 | .896 |
| 2003–04      | Colorado Avalanche   | NHL          | 5   | 1   | 3   | 1  | 304    | 12   | 0  | 2.37 | .912 |
| 2004–05      | Modo Hockey          | SEL          | 36  | 16  | 15  | 5  | 2165   | 93   | 0  | 2.58 | .909 |
| 2005–06      | Frölunda HC          | SEL          | 37  | 25  | 10  | 1  | 2189   | 90   | 0  | 2.47 | .911 |
| 2006–07      | Frölunda HC          | SEL          | 22  | 6   | 12  | 3  | 1277   | 70   | 1  | 3.29 | .875 |
| Celkem v SEL | Celkem v SEL         | Celkem v SEL | 153 | —   | —   | —  | 9058   | 429  | 3  | 2.84 | —    |
| Celkem v NHL | Celkem v NHL         | Celkem v NHL | 526 | 210 | 225 | 73 | 30,436 | 1296 | 37 | 2.55 | .905 |

### Play-off
| Sezona       | Tým                  | Liga         | Z  | V  | P  | MIN  | OG | ČK | POG  | %ChS  |
| ------------ | -------------------- | ------------ | -- | -- | -- | ---- | -- | -- | ---- | ----- |
| 1989–90      | Västerås IK          | SEL-20       | 2  | —  | —  | —    | —  | —  | 2.55 | —     |
| 1991–92      | IK Westmannia-Köping | Div. I       | 3  | —  | —  | —    | —  | —  | 3.33 | .905  |
| 1992–93      | Västerås IK          | SEL          | 2  | —  | —  | 120  | 6  | 0  | 3.00 | .895  |
| 1993–94      | Västerås IK          | SEL          | 4  | —  | —  | —    | —  | 0  | 4.75 | .852  |
| 1994–95      | Denver Grizzlies     | IHL          | 8  | 7  | 0  | 390  | 20 | 0  | 3.07 | .890  |
| 1995–96      | Utah Grizzlies       | IHL          | 22 | 15 | 7  | 1341 | 51 | 3  | 2.28 | .919  |
| 1998–99      | Edmonton Oilers      | NHL          | 4  | 0  | 4  | 296  | 11 | 0  | 2.23 | .926  |
| 1999–00      | Edmonton Oilers      | NHL          | 5  | 1  | 4  | 297  | 14 | 0  | 2.83 | .895  |
| 2000–01      | Edmonton Oilers      | NHL          | 6  | 2  | 4  | 406  | 15 | 0  | 2.22 | .920  |
| 2002–03      | Edmonton Oilers      | NHL          | 6  | 2  | 4  | 343  | 18 | 0  | 3.15 | .888  |
| 2003–04      | Colorado Avalanche   | NHL          | 1  | 0  | 0  | 27   | 0  | 0  | 0.00 | 1.000 |
| 2004–05      | Modo Hockey          | SEL          | 6  | 2  | 4  | 358  | 19 | 1  | 3.18 | .888  |
| 2005–06      | Frölunda HC          | SEL          | 17 | 10 | 7  | 1019 | 40 | 1  | 2.35 | .920  |
| Celkem v SEL | Celkem v SEL         | Celkem v SEL | 29 | —  | —  | —    | —  | 2  | —    | —     |
| Celkem v NHL | Celkem v NHL         | Celkem v NHL | 22 | 5  | 16 | 1369 | 58 | 0  | 2.54 | .909  |

### Reprezentace
| Rok                       | Tým                       | Soutěž                    | Z  | V  | P  | R | MIN  | OG  | ČK | POG  | %ChS |
| ------------------------- | ------------------------- | ------------------------- | -- | -- | -- | - | ---- | --- | -- | ---- | ---- |
| 1991                      | Švédsko 20                | MSJ                       | 6  | 3  | 3  | 0 | 343  | 19  | 1  | 3.32 | —    |
| 1994                      | Švédsko                   | OH                        | 6  | 5  | 1  | 0 | 370  | 13  | 1  | 2.11 | .896 |
| 1994                      | Švédsko                   | MS                        | 3  | 1  | 1  | 1 | 180  | 10  | 0  | 3.33 | .846 |
| 1996                      | Švédsko                   | SP                        | 2  | 1  | 1  | 0 | 160  | 4   | 0  | 1.50 | .937 |
| 1997                      | Švédsko                   | MS                        | 10 | 6  | 3  | 1 | 597  | 20  | 1  | 2.00 | .918 |
| 1998                      | Švédsko                   | OH                        | 4  | 2  | 2  | 0 | 238  | 9   | 0  | 2.27 | .918 |
| 1998                      | Švédsko                   | MS                        | 9  | 9  | 0  | 0 | 540  | 7   | 3  | 0.77 | .951 |
| 1999                      | Švédsko                   | MS                        | 8  | —  | —  | — | 424  | 13  | 0  | 1.84 | .921 |
| 2000                      | Švédsko                   | MS                        | 6  | 3  | 3  | 0 | 359  | 10  | 1  | 1.67 | .922 |
| 2001                      | Švédsko                   | MS                        | 8  | —  | —  | — | 494  | 16  | 2  | 1.94 | .920 |
| 2002                      | Švédsko                   | OH                        | 3  | 2  | 1  | 0 | 179  | 7   | 0  | 2.35 | .924 |
| 2002                      | Švédsko                   | MS                        | 9  | —  | —  | — | 429  | 14  | 1  | 1.96 | .919 |
| 2003                      | Švédsko                   | MS                        | 3  | 1  | 0  | 1 | 145  | 10  | 0  | 4.15 | .861 |
| 2004                      | Švédsko                   | SP                        | 1  | 1  | 0  | 0 | 60   | 2   | 0  | 2.00 | .895 |
| Seniorská kariéra celkově | Seniorská kariéra celkově | Seniorská kariéra celkově | 69 | 34 | 15 | 3 | 4030 | 125 | 9  | 1.86 | —    |